# Limnesiidae
Limnesiidae zijn  een familie van mijten. Bij de familie zijn 29 geslachten met circa 230 soorten ingedeeld.